# My Wife (commedia)
My Wife è una commedia drammatica scritta nel 1907 da Michael Morton, adattamento inglese di una commedia francese di Paul Gavault e Robert Charvay.
Lo spettacolo fu una produzione di Charles Frohman. Debuttò a Broadway il 31 agosto 1907 con protagonisti Billie Burke e John Drew, Jr., restando in scena fino al dicembre di quell'anno per un totale di 129 rappresentazioni.

## Il cast alla prima di Broadway (31 agosto 1907)
- Axel Brunn
- Herbert Budd:
- Billie Burke: Beatrice "Trixie" Dupre
- John Drew, Jr.: Gerald Eversleigh
- Frank Goldsmith:
- Ferdinand Gottschalk: Biggy Gore
- L.C. Howard:
- Hope Latham:
- Mario Majeroni:
- Rex McDougal:
- E. Soldene Powell:
- Albert Roccardi:
- Morton Selton:
- Ida Greeley Smith:
- Walter Soderling:
- Dorothy Tennant:

## Adattamenti
Trasposizioni cinematografiche:
My Wife, regia di Dell Henderson (1918)